# Sabine Lepsius
Sabine Lepsius (ur. 1864 w Berlinie  – zm. 1942 w Bayreuth) – niemiecka malarka, specjalizująca się w portrecie, od 1902 roku żona malarza i grafika Reinholda Lepsiusa.
Jej brat, Botho Graef, był historykiem sztuki, a ojciec Gustav Graef malarzem.

## Literatura
- Irmgard Wirth: Berliner Malerei im 19. Jahrhundert; Siedler Verlag, Berlin 1990, ISBN 3-572-10011-9, p. 349.
- Ruth Glatzer (Herausgeberin): Das Wilhelminische Berlin; Siedler Verlag, Berlin 1997, ISBN 3-88680-561-1, p. 192.
- Annette Dorgerloh: Das Künstlerehepaar Lepsius - Zur Berliner Porträtmalerei um 1900. Akademie Verlag, Berlin 2003, ISBN 3-05-003722-9.
- Biogram w Katalog der Deutschen Nationalbibliothek